# Sleeping Murder
Sleeping Murder (Um crime adormecido, no Brasil / Crime adormecido, em Portugal) é um romance policial de Agatha Christie, publicado em 1976. Este é o último livro a contar com a detetive amadora Miss Marple, e foi publicado após a morte da escritora, sendo a sua última obra lançada.
Assim como Cai o Pano, esta obra foi escrita durante a Segunda Guerra Mundial e ficou desde então lacrada no cofre de um banco. Convencida de que não mais conseguiria escrever, a autora finalmente autorizou a publicação de ambas.

## Enredo
Gwenda Reed, uma jovem recém-casada viaja para a Inglaterra para se juntar a seu marido. Apesar de ter certeza de que nunca esteve naquele país, ela tem a sensação de que conhece uma velha mansão vitoriana. Mais tarde, uma frase de uma peça teatral traz à sua mente a imagem vívida de uma mulher assassinada. Gwenda sai correndo pelas ruas, apavorada. Miss Marple, que também estava no teatro, se interessa pela história da moça e passa a investigar, sem dar atenção a seu próprio conselho de deixar crimes adormecidos em paz.